# Teorema de Christoffel-Darboux
En matemàtiques, el teorema de Christoffel-Darboux és una identitat per a una seqüència de polinomis ortogonals, introduïts per Christoffel (1858) i Darboux (1878). El teorema diu:
{\displaystyle \sum _{j=0}^{n}{\frac {f_{j}(x)f_{j}(y)}{h_{j}}}={\frac {k_{n}}{h_{n}k_{n+1}}}{\frac {f_{n}(y)f_{n+1}(x)-f_{n+1}(y)f_{n}(x)}{x-y}}}
on fj(x) és el j-èsim terme d'un conjunt de polinomis ortogonals de norma quadrada hj i coeficient principal kj.
També hi ha una «forma confluent» d'aquesta identitat:
{\displaystyle \sum _{j=0}^{n}{\frac {f_{j}^{2}(x)}{h_{j}}}={\frac {k_{n}}{h_{n}k_{n+1}}}\left[f_{n+1}'(x)f_{n}(x)-f_{n}'(x)f_{n+1}(x)\right].}